# Bryan Oviedo
Bryan Josué Oviedo Jiménez (* 18. Februar 1990 in San José) ist ein costa-ricanischer Fußballspieler auf der Position eines Abwehr- und defensiven Mittelfeldspielers, der zurzeit bei LD Alajuelense unter Vertrag steht.

## Karriere

### Karrierebeginn in Costa Rica
Bryan Oviedo kam, nachdem er zuerst in der Jugend von Deportivo Saprissa aktiv war, im Jahre 2008 erstmals in den Kader der Herrenmannschaft des Vereins. Beim Team aus Tibás in der Provinz San José kam der damals 18-Jährige am 23. November 2008 beim 0:0-Auswärtsremis gegen AD Ramonense zu seinem Debüt, als er von Beginn an auf dem Rasen stand und in der 57. Spielminute durch den etwas erfahreneren Fernando Paniagua ersetzt wurde. Am Ende der Spielzeit durfte sich der CD Saprissa Meister der costa-ricanischen Apertura 2008 nennen, nachdem man gegen den LD Alajuelense im Finalhinspiel noch mit 0:2 verloren hatte, das Spiel im darauffolgenden Rückspiel allerdings mit 3:0 für sich entscheiden konnte.
Nach weiteren neun Ligaeinsätzen in der Clausura 2009, in der Saprissa zwar am Ende der Saison in der Gruppe B auf dem ersten Platz rangierte, jedoch dann im Halbfinale mit einem Gesamtscore von 1:2 gegen Municipal Liberia ausschied, schloss Oviedo seine erste Gesamtsaison in der höchsten costa-ricanischen Fußballliga ab. Zum Abschluss rangierte Deportivo Saprissa in der Endtabelle der Gesamtsaison 2008/09 mit einem guten Abstand zum Zweitplatzierten an erster Stelle. Als Apertura-Meister war der CD Saprissa zusammen mit dem späteren Clausura-Meister Municipal Liberia und dem besten Vizemeister CS Herediano dazu berechtigt, an der CONCACAF Champions League 2009/10 teilzunehmen.
Dort wurde der CD Saprissa zusammen mit dem CD Cruz Azul, der Columbus Crew und dem Puerto Rico Islanders FC in die Gruppe C gelost. Dabei kam Oviedo zu einem Champions-League-Auftritt, als er bei der 0:2-Niederlage gegen Cruz Azul von Beginn an auf dem Rasen war und in Minute 55 für Javier Loaiza ausgewechselt wurde. Parallel zur Champions League war der Defensivakteur weiters im offiziellen Ligageschehen seines Vereins im Einsatz. Dabei brachte es der 19-Jährige auf sieben Einsätze in der Primera División de Costa Rica. Nach den guten Leistungen, die er bei CD Saprissa an den Tag legte, wurde ein Klub aus Europa auf das Talent des jungen Costa-Ricaners aufmerksam.

### Wechsel zum FC Kopenhagen
Nachdem er nur wenige Tage zuvor für die A-Nationalmannschaft seines Heimatlandes debütiert hatte, unterschrieb Oviedo Ende Januar 2010 beim FC Kopenhagen einen Vertrag mit einer Laufzeit von dreieinhalb Jahren. Hauptgrund für die Verpflichtung eines Abwehrspielers, der vor allem links hinten eingesetzt werden kann, war, dass ein Ersatzmann für Oscar Wendt gesucht wurde, da dieser nach dem Karriereende von Niclas Jensen als alleiniger Kopenhagen-Profiakteur diese Position auf der linken Abwehrseite innehatte. Gleich nach der Vertragsunterzeichnung flog Oviedo weiter zum Trainingslager des FC Kopenhagen in Marbella, Spanien, wo er schließlich in einem Trainingsspiel gegen Kalmar FF aus Schweden sein Mannschaftsdebüt gab.
Nach weiteren Einsätzen im Trainingscamp gab der mittlerweile 20-Jährige am 5. Mai 2010 sein Debüt in der dänischen Superliga, als er beim 4:0-Heimsieg über den HB Køge ab der 72. Spielminute Oscar Wendt auf der linken Verteidigerposition ersetzte. Dieser Sieg reichte, um den FC Kopenhagen mit einem komfortablen Punktevorsprung zwei Runden vor Schluss, nach 2008/09, ein weiteres Mal zum dänischen Fußballmeister zu küren. Damit war dies der siebente Meistertitel Kopenhagens in den zurückliegenden zehn Jahren. Nach der erfolgreichen Titelverteidigung kam der junge Costa-Ricaner in den letzten beiden Ligaspielen abermals zu zwei Kurzeinsätzen.

### FC Everton
Am 31. August 2012 unterschrieb Oviedo beim englischen FC Everton einen Vierjahresvertrag.

### Nationalmannschaft
Erste wesentliche internationale Erfahrung sammelte Oviedo in der U-20-Nationalmannschaft seines Heimatlandes, mit der er unter anderem an der Junioren-WM 2009 in Ägypten teilnahm. Der Defensivakteur wurde dabei in insgesamt sechs Länderspielen eingesetzt und erreichte mit der Mannschaft schließlich das Spiel um Platz drei, wo das Team jedoch im Elfmeterschießen gegen die Altersgenossen aus Ungarn als Viertplatzierter ausschied.
Zu seinem A-Nationalmannschaftsdebüt kam Oviedo am 26. Januar 2010 in einem Freundschaftsspiel gegen Argentinien. Bei der knappen 2:3-Niederlage seines Landes spielte der 19-Jährige über die gesamte Matchdauer durch und wurde in Minute 50 mit einer Gelben Karte verwarnt.

## Erfolge
CD Saprissa
- 1× Meister der Primera División de Costa Rica: Apertura 2008

FC Kopenhagen
- 2× Meister der dänischen Superliga: 2009/10, 2010/11